# Октава Рождества
Октава Рождества — в литургическом календаре Римско-католической церкви  восемь праздничных дней между 25 декабря и 1 января.
Традиционно в Западной церкви наиболее значимые торжества литургического года праздновались с октавой, что подразумевало праздничные богослужения не только в собственно день праздника, но и на протяжении 7 дней после него.
Эта традиция берёт начало ещё в Ветхом Завете (Чис. 29:12-38), схожие литургические особенности есть и в византийском обряде (попразднества и отдания праздников). В традиционном римском обряде многие великие праздники имели октаву, некоторые октавы даже пересекались. В середине 1950-х годов число торжеств с октавой сократили до трёх наиболее важных — Рождества Христова, Пасхи и Пятидесятницы, а после 1969 года — до двух: Пасхи и Рождества.
Праздники Октавы Рождества:
- 25 декабря — Рождество Христово
- 26 декабря — Память Стефана Первомученика
- 27 декабря — Память Иоанна Богослова
- 28 декабря — Память Невинных младенцев Вифлеемских
- 29 декабря — Память Фомы Бекета
- Воскресенье между 26 и 31 декабря или 30 декабря, если в этот период нет воскресенья — Праздник Святого Семейства
- 31 декабря — Память Сильвестра I, папы римского
- 1 января — Торжество Пресвятой Богородицы

Во все дни Октавы Рождества духовенство носит на литургиях облачения белого, праздничного цвета.